# Trivium (éducation)
Pour les articles homonymes, voir Trivium.

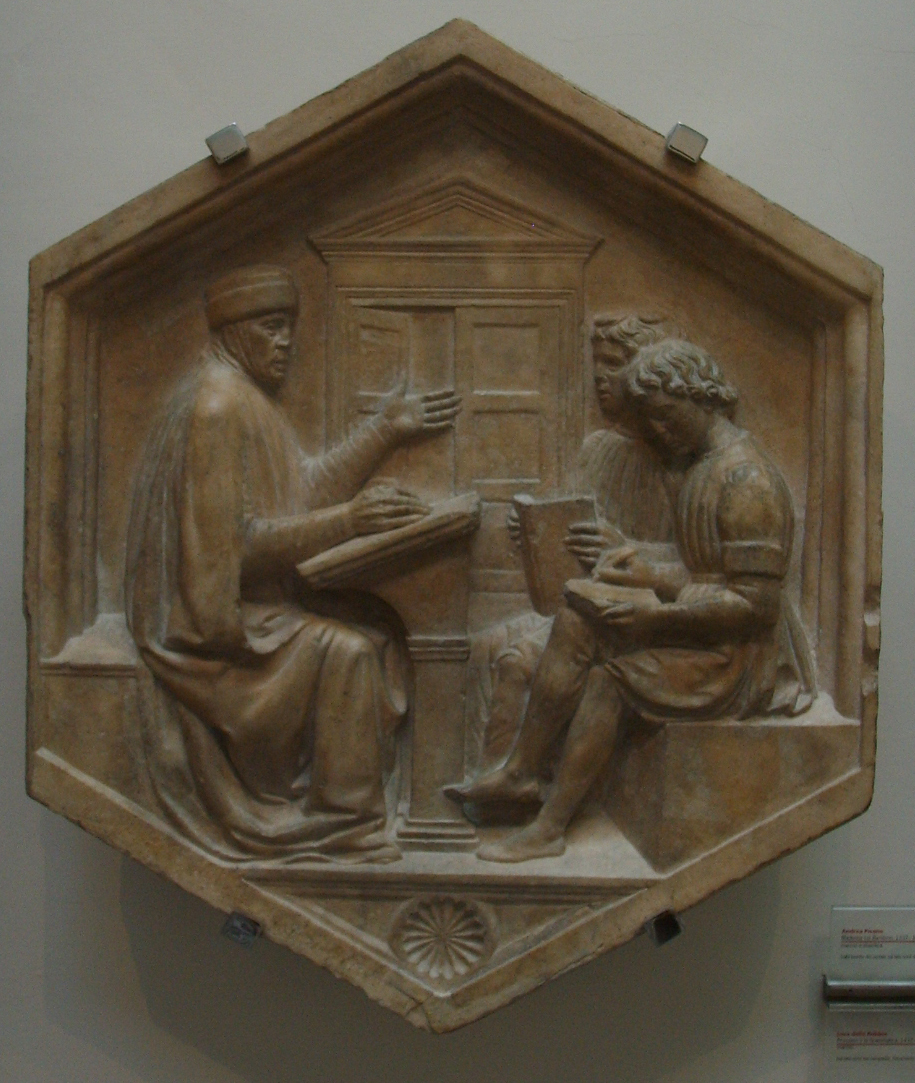
Luca della Robbia, Priscien, ou la Grammaire (1437-1439). Panneau en marbre provenant de la façade nord, registre inférieur, du campanile de Florence.

Le trivium correspond à trois des sept arts libéraux de l'enseignement médiéval, regroupant la grammaire, la rhétorique et la dialectique. Les quatre autres arts libéraux constituent le quadrivium.

## Histoire
Traditionnellement, on distingue sept arts libéraux. Trois d'entre eux, la grammaire, la dialectique et la rhétorique, forment le trivium. Les quatre autres, l'arithmétique, la géométrie, l'astronomie et la musique, forment le quadrivium.
Pour d'autres, le trivium représente les trois arts, le quadrivium, les quatre sciences. Leur limitation à sept, leur division, d'après les nombres trois et quatre, en trivium et en quadrivium apparaissent chez Martianus Capella, Cassiodore et Boèce, et leurs successeurs, où elles répondent aux préoccupations mystiques qui se mêlaient alors aux conjectures sur les nombres.
Bède le Vénérable, Alcuin, Jean Scot Erigène, Gerbert d'Aurillac, Fulbert de Chartres enseignent les sept arts ou les considèrent dans la succession indiquée par le trivium et le quadrivium. Mais il ne faudrait pas croire qu'à cela se borna l'activité intellectuelle des hommes du Moyen Âge. En dehors de la théologie et des livres saints, auxquels tous donnaient une grande place, ils étudiaient l'histoire, la physique, la philosophie, la métaphysique (ou la morale), la médecine, plus tard le droit (canon ou romain), l'alchimie, etc. Le trivium et le quadrivium ne représentent qu'une partie de l'enseignement médiéval.

## Définition
Le trivium est une méthode systématique de la pensée critique utilisée pour déterminer les faits et certitudes parmi les informations perçues par les cinq sens : vue, son, goût, toucher, et odorat. Pour l'Université médiévale, le trivium était la division inférieure parmi les sept arts libéraux, trois d'entre eux, la grammaire, la dialectique et la rhétorique (entrée, processus et sortie).
L’étymologie du mot latin trivium est « l'endroit où les trois chemins se rencontrent » (tri + via) ; donc, les sujets du trivium sont la fondation du quadrivium, la division supérieure dans l’éducation des arts libéraux du Moyen Âge, comprenant l'arithmétique (nombre pur), la géométrie (nombre dans l'espace), la musique (nombre dans le temps) et l'astronomie (nombre dans l'espace et le temps).
Le trivium est implicite dans le De nuptiis Philologiae et Mercurii (« les Noces de Philologie et de Mercure »), de Martianus Capella, bien que le terme ne fût pas utilisé avant la Renaissance carolingienne, alors il fut choisi, en imitation du quadrivium. La grammaire, la dialectique et la rhétorique étaient essentielles à l’éducation classique, comme expliqué dans les dialogues de Platon. Ensemble, les trois sujets étaient inclus et définis par le mot « trivium » pendant le Moyen Âge, mais la tradition d'apprendre d'abord ces trois sujets fut établie par l'éducation dans l'Antiquité.

## Description
La grammaire enseigne les mécanismes de la langue. L’étape à laquelle l’élève « vient à terme », i.e. définition des objets et de l'information perçus par les cinq sens. Donc, le principe d'identité : un arbre est un arbre, et pas un chat.
La dialectique est le mécanisme de la pensée et de l'analyse ; le processus d'identification des arguments fallacieux et affirmations, et donc systématiquement d'enlever les contradictions, afin de produire un savoir factuel en lequel on peut avoir confiance.
La rhétorique est l'application du langage afin d'enseigner et persuader le lecteur et l'audience. C'est le savoir (grammaire) maintenant compris (dialectique ou logique) et ainsi transmis, comme sagesse (rhétorique).
Dans The Trivium: The Liberal Arts of Logic, Grammar, and Rhetoric (2002), Sister Miriam Joseph décrit le Trivium :

« La grammaire est l'art d'inventer des symboles et de les combiner entre eux afin d'exprimer la pensée ; la dialectique est l'art de la pensée ; et la rhétorique est l'art de communiquer la pensée entre les personnes ; l'adaptation du langage aux circonstances.
...
La grammaire s'occupe de symboliser les choses. La dialectique s'occupe de ce qui est connu des choses. La rhétorique s'occupe de ce qui est communiqué des choses. »

Dans le dictionnaire Dictionary of Word Origins (1990), John Ayto dit que l’étude du trivium (grammaire, dialectique, et rhétorique) était requise pour la préparation du quadrivium. Pour les étudiants médiévaux, le trivium était le début de l'acquisition des sept arts libéraux. Entre le contraste du trivium simple et du difficile quadrivium se trouve le mot trivial.